# Reimlingen
Reimlingen là một đô thị ở huyện Donau-Ries trong bang Bayern nước Đức. Đô thị Reimlingen có diện tích 954 km².